# 洪静宇
洪静宇（英語：Hong Jingyu，1984年7月2日—），女子羽毛球運動員，生於中國北京，從國家隊退役後移居到美國，並代表該國參加國際公開賽事。

## 簡歷
洪静宇9岁开始接受专业羽毛球训练，及至2002年入选中国国家羽毛球青年队，后又进入国家二队女双组。她在国家二队期间曾参加了三届全运会。她在21岁時离开运动队，在首都体育学院攻读运动训练专业；但在兩个月后，她便重新回到队里，並在全国冠军赛拿到女双单项第三名。
洪静宇退役后在北京市养伤，在一次偶然的机会下，前往美国旧金山一家俱乐部（Eastbay Badminton Association）参加试训，此後開始代表俱乐部参加美国国内的比赛。

## 主要比賽成績
只列出曾進入準決賽的國際賽事成績：
| 年份   | 賽事                 | 公開賽級別 | 項目     | 拍檔        | 成績   |
| ------ | -------------------- | ---------- | -------- | ----------- | ------ |
| 2013年 | 美國羽毛球國際賽     | 國際挑戰賽 | 女子雙打 | 张蓓雯      | 冠軍   |
| 2013年 | 美國羽毛球國際賽     | 國際挑戰賽 | 混合雙打 | 何學林      | 亞軍   |
| 2014年 | 美國羽毛球大獎賽     | 黃金大獎賽 | 混合雙打 | 何學林      | 準決賽 |
| 2016年 | 美國羽毛球黃金大獎賽 | 黃金大獎賽 | 女子雙打 | 张蓓雯      | 準決賽 |
| 2016年 | 美國羽毛球國際挑戰賽 | 國際挑戰賽 | 女子雙打 | 张蓓雯      | 冠軍   |
| 2016年 | 美國羽毛球國際挑戰賽 | 國際挑戰賽 | 混合雙打 | 鮑勃·馬萊通 | 準決賽 |

| 2007-2017年 | 首要超級賽 | 超級賽 | 黃金大獎賽 | 大獎賽 | 國際挑戰賽 | 國際系列賽 | 未來系列賽 | 其他 |

| 2018-2026年 | 總決賽 | 超級1000賽 | 超級750賽 | 超級500賽 | 超級300賽 | 超級100賽 | 國際挑戰賽 | 國際系列賽 | 未來系列賽 | 其他 |